# Chiesa della Madonna del Carmelo (Borore)
La chiesa della Madonna del Carmelo o "del Carmine" è un edificio religioso situato a Borore, centro abitato della Sardegna centrale; consacrata al culto cattolico fa parte della parrocchia della Beata Vergine Assunta, diocesi di Alghero-Bosa.
L'edificio, realizzato in blocchi irregolari di pietra trachitica faccia a vista, si affaccia sulla via Carmine in prossimità dell'incrocio con la via Roma. Al proprio interno custodisce due statue lignee della Madonna e del Cristo morto.